# Кавендіші

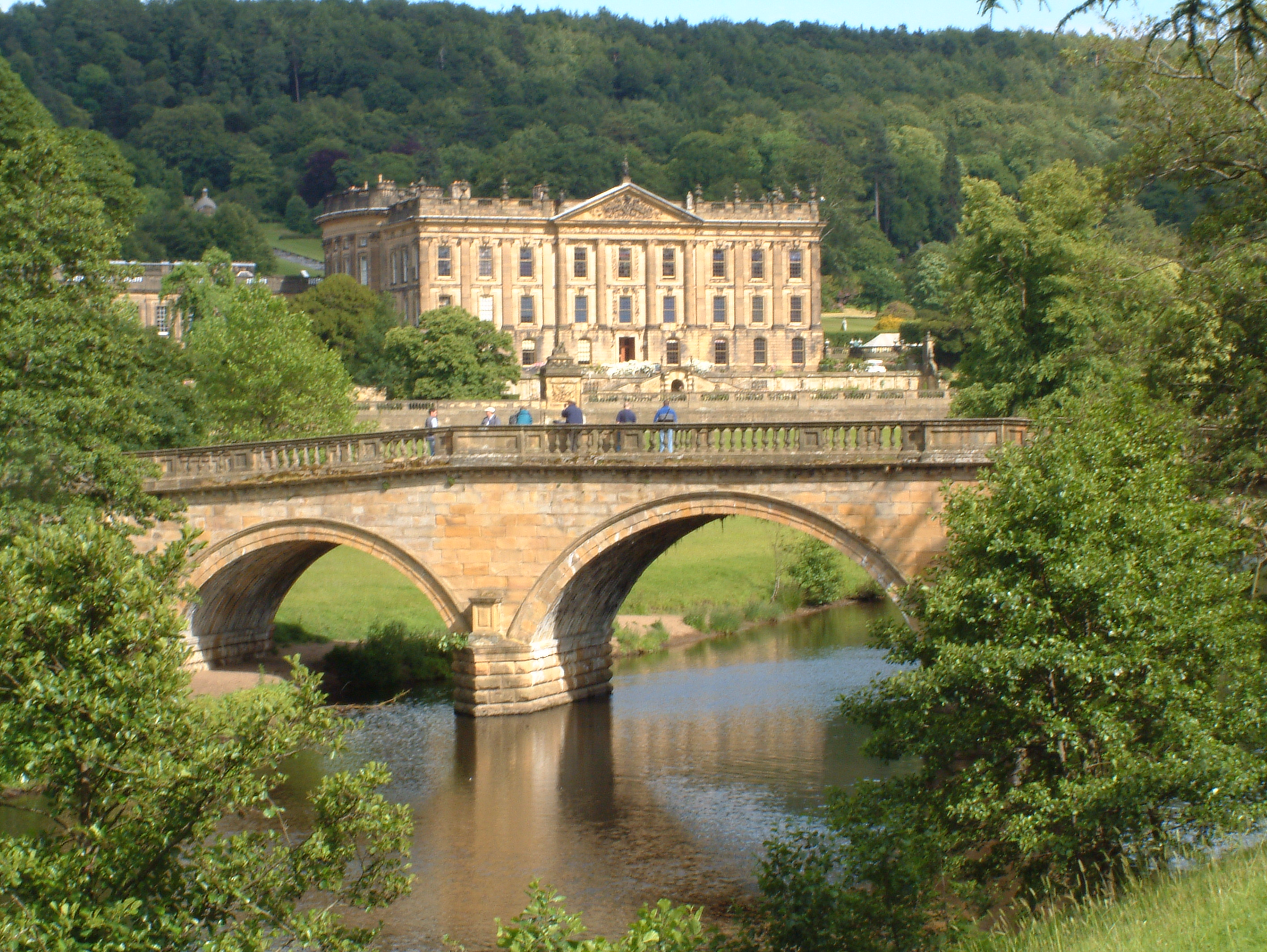
Резиденція герцога Девонширського — Чатсворт-хаус у Дербіширі

Кавендіш (англ. Cavendish) — англійський рід, глава якого має титул герцога Девонширського. Його резиденцією є Чатсворт-хаус у Дербіширі. 

## Історія
Родоначальником роду був сер Джон Кавендіш — суддя у суді королівської лави — вбитий у 1381 році під час повстання Вота Тайлера. Джордж Кавендіш (помер у 1561 або 1562 році) служив при кардиналі Волсі і склав опис останніх років життя свого начальника: «Life of Cardinal Wolsey» — твір, яким Шекспір користувався для написання свого «Генріха VIII», та який має безсумнівну цінність та історичну достовірність. Тривалий час його автором вважали молодшого брата Джорджа, Вільяма Кавендіша. 
Другий син Джорджа Кавендіша, Вільям Кавендіш, був першим графом Девоншир, а третій син — Чарльз Кавендіш (помер 1616 року), залишив сина, Вільяма Кавендіша, який у подальшому став першим герцогом Ньюкасл. Молодша лінія роду припинилась у 1691 році, а її володіння перейшли жіночою лінією до герцогів Портлендських, з дому Бентінк, які узяли прізвище Кавендіш-Бентінк.

## Видатні представники
Найвидатнішими представниками роду є:
- Генрі Кавендіш – відомий хімік
- Вільям Кавендіш – прем'єр-міністр Великої Британії
- Маргарет Кавендіш – англійська письменниця.

## Кавендіші в кіно
- Герцогиня — фільм про герцогиню Джорджіану Кавендіш